# Панчинета
Панчинета (исп. Panchineta, по-баскски pantxineta) — десерт Страны Басков и Наварры. Представляет собой сладкий пирог или пирожное из слоёного теста, наполненное густым заварным кремом, сверху посыпанное миндалём и украшенное сахарной пудрой.
Панчинета была создана в Сан-Себастьяне около 1915 года в местной кондитерской House of Otaegui, основанной в 1886 году.
В то время Сан-Себастьян был летним курортом для испанской королевской семьи, аристократов и буржуазии. Кондитерские и рестораны процветали во время Прекрасной эпохи, обычно подавая еду и блюда, в значительной степени под влиянием кухни соседней Франции. По-видимому, панчинета была придумана в попытке имитировать традиционные французские тарты с франжипаном. Однако вместо использования обычной начинки из франжипана на основе миндаля пекарь в Otaegui использовал густой заварной крем и покрыл пирог внешним слоем слоёного теста. Первоначально они называли пирожное «frantxi-pan», что на местном баскском диалекте быстро трансформировалось в «pantxineta».
С момента своего появления десерт приобрел популярность благодаря своей простоте и вкусу, и в настоящее время считается одним из основных десертов баскской кухни.

## Приготовление
Десерт может готовиться как пирог, который потом нарезают на кусочки, либо как порционные пирожные. Для приготовления на один лист сырого теста выкладывают довольно густой крем, закрывают другим листом и защипывают края, смазывают яйцом и посыпают молотым миндалем, ставят в духовку. Перед подачей посыпают сахарной пудрой. Обычно десерт подают теплым, либо разогретым. Иногда его подают с горячим шоколадным сиропом, который выливают поверх теста.